# Annie McEnroe
Annie McEnroe (3 settembre 1955) è un'attrice statunitense.
È sposata con il produttore cinematografico Edward R. Pressman da cui ha avuto un figlio, Sam (1987), anch'egli attore.

## Filmografia parziale

### Cinema
- La mano (The Hand), regia di Oliver Stone (1981)
- Dimensione inferno (Purple Hearts), regia di Sidney J. Furie (1984)
- True Stories, regia di David Byrne (1986)
- Wall Street, regia di Oliver Stone (1987)
- Beetlejuice - Spiritello porcello (Beetlejuice), regia di Tim Burton (1988)
- Mr. Jones, regia di Mike Figgis (1993)

### Televisione
- Il mostro delle nevi (Snowbeast), regia di Herb Wallestein - film TV (1977)